# Stammliste der Herren von Pernstein
Die Herren von Pernstein (tschechisch páni z Pernštejna, auch Pernštejnové) waren ein ursprünglich mährisches Adelsgeschlecht, das später auch in Böhmen Bedeutung erlangte. Sie stammten von den Herren „von Mödlau“ / „z Medlova“ ab, die mit Stephan/Štěpán von Medlov ab 1208 belegt sind. Dessen Nachkommen benutzten ab dem Ende des 13. Jahrhunderts das Prädikat „von Pernstein“ (z Pernštejna) nach der von ihnen errichteten Burg Pernstein. Da ihre Genealogie des 13. und 14. Jahrhunderts nicht durchgängig belegt bzw. nicht gesichert ist, beginnt diese Stammliste mit dem mährischen Landeshauptmann Wilhelm I. von Pernstein, der um 1360 geboren wurde und zwischen 1422 und 1426 starb. Mit Vratislav Eusebius von Pernstein erlosch das Geschlecht 1631 im Mannesstamm.

## Stammliste der Herren von Pernstein vom 15. bis zum 17. Jahrhundert
1. Wilhelm I. († 1422/26), ⚭ 1. vor 1385 mit Agnes von Pottenstein (Anežka z Potštejna); ⚭ 2. Katharina von Sternberg (Kateřina ze Šternberka); ⚭ vor 1407 Anna von Sternberg (Anna ze Šternberka)
  1. Stephan/Štěpán (um 1380–1412/14)
  2. Bavor († 1434), kämpfte für die Hussiten in der Schlacht bei Aussig und der Schlacht bei Mies
  3. Johann († 1475), Oberstkämmerer des Landgerichts Brünn und ab 1473 einer der vier Statthalter von Mähren; ⚭ 1. vor 1437 Barbara von Waldstein (Barbora Brtnická z Valdštejna); ⚭ 2. vor 1445 Bohunka von Lomnitz (Bohunka Mezeřícká z Lomnice); ⚭ vor 1475 Margarete/Markéta von Vranov
    1. Sigmund († 1473), ⚭ 1. N. N.; ⚭ 2. um 1437 mit Elisabeth von Boskowitz (Eliška z Boskovic)
      1. Bohunka († nach 1478)
      2. Kunigunde/Kunhuta (um 1464–nach 1481), ⚭ 1480 Jan (V.) Boček Dürrteufel/Suchý Čert von Kunstadt
      3. Dorota (um 1470–vor 1488), ⚭ vor 1488 Ctibor von Landstein (Ctibor z Landštejna)[1]
      4. Machna (um 1472–1515/20), Peter von Žerotín

    2. Wilhelm II. († 1521), Oberstlandkämmerers von Mähren, Oberstlandmarschall und Obersthofmeister von Böhmen; ⚭ vor 1475 Johanna von Liblitz (Johanka z Liblic)
      1. Bohunka (1485–1549) ⚭ 1. um 1500 Heinrich von Leipa (Jindřich z Lipé; † 1515); ⚭ 2. Dobeš von Boskowitz († 1540)
      2. Johann († 1548) ⚭ 1. 1507 Anna von Postupitz; ⚭ 2. Hedwig von Schellenberg (Hedvika z Šelmberka, † 1535); ⚭ 3. Magdalena Székely von Kövend Freiin von Friedau/Ormosd (z Ormosdu; † 1556), Witwe des ungarischen Magnaten Alexius Thurzo von Bethlenfalva
        1. Margarete/Markéta (1514–1529) ⚭ 1529 Heinrich II. von Münsterberg
        2. Johanna (* 1516) ⚭ Johann d. J. von Žerotín
        3. Katharina/Kateřina (1518–1552?) ⚭ 1533 Heinrich von Schwamberg (Jindřich ze Švamberka)
        4. Marie (1524–1566) ⚭ 1540 Wenzel III. von Teschen
        5. Jaroslav (1528–1560) ⚭ 1552 Elisabeth Thurzo von Bethlenfalvy († 1573)
        6. Vratislav (1530–1582) ⚭ 1555 Maria Maximiliana Manrique de Lara (1538–1608). Von ihren zwanzig Kindern erlebten das Erwachsenenalter:
          1. Johanna (1556–1631) ⚭ 1584 Fernando de Aragón y Borja (1546–1592), Herzog von Villahermosa
          2. Elisabeth (1557–1609) ⚭ 1578 Graf Albrecht von Fürstenberg (1557–1599)
          3. Johann (1561–1597) ⚭ 1587 Anna Maria Manrique de Lara y Mendoza († nach 1636)
            1. Anna (* um 1590; † vor 1656)
            2. Vratislav Eusebius (1594–1631); mit ihm erlosch das Geschlecht der Herren von Pernstein im Mannesstamm
            3. Frebonie (1596–1646), war die letzte Vertreterin der Pernsteiner
            4. Eva (* um 1597, † im Kindesalter)

          4. Franziska (1565–1630/35) ⚭ Andrea Matteo Acquaviva d’Aragona, Principe di Caserta
          5. Polyxena (1566–1642) ⚭ 1. 1587 Wilhelm von Rosenberg; ⚭ 2. 1603 Zdeněk Vojtěch Popel von Lobkowicz
          6. Maximilian (1575–1593), Kanoniker in Olmütz
          7. Bibiana (1578/83–1616) ⚭ 1598 Francesco Gonzaga di Castiglione (1577–1616), Bruder des Heiligen Aloisius von Gonzaga

        7. Adalbert/Vojtěch (1532–1561) ⚭ 1556 Katharina von Postupitz (Kateřina z Postupic; † 1564)
          1. Hedwig/Hedvika (1557–nach 1564)

        8. Katharina/Kateřina (1534–1571) ⚭ 1550 ?Eck von Salm

      3. Vojtěch/Adalbert († 1534) ⚭ 1. 1507 Margarete/Markéta von Postupitz († 1515); ⚭ 2. 1516 Johanna von Wartenberg (Johanka z Vartmberka, † 1536)
        1. Ludwig/Ludvík († 1526)
        2. Bohunka (* um 1519) ⚭ 1534 Andreas Ungnad von Sonneck
        3. Anna (* um 1525) ⚭ 1540 Wilhelm von Sternberg (Vilém ze Šternberka)
        4. Veronika († 1529)

    3. Johann/Jan von Pernstein (* um 1460; † 1478/80)
    4. Vratislav von Pernstein (1463–1496) († 1496), ⚭ vor 1490 Lidmila/Ludmilla († 1493), eine Tochter des Jan Heralt von Kunstadt
    5. Emmeram/Jimram (* um 1465; † 1481/82)

  4. Anna (um 1408–nach 1447), ⚭ Heinrich von Waldstein (Jindřich z Valdštejna)
  5. Tochter N. N.[2], ⚭ Peter von Krawarn (Petr z Kravař)